# Chương trình F/A-XX

Hình ảnh mô phỏng Boeing F/A-XX

F/A-XX là chương trình phát triển máy bay tiêm kích chiếm ưu thế trên không thế hệ thứ sáu trong tương lai cho Hải quân Hoa Kỳ để thay thế F/A-18E/F Super Hornet, bắt đầu từ cuối thập niên 2020. F/A-XX, cùng với Penetrating Counter Air (PCA) cho Không quân Hoa Kỳ, đều nằm trong dự án chung Next Generation Air Dominance (NGAD).

## Yêu cầu kỹ thuật

### Máy bay tiêm kích chiếm ưu thế trên không với khả năng đa nhiệm
Vào tháng 4 năm 2012, Hải quân Hoa Kỳ kêu gọi phát triển một máy bay tiêm kích chiếm ưu thế trên không với khả năng đa nhiệm để thay thế F/A-18E/F Super Hornet và EA-18G Growler vào thập niên 2030. Dự án F/A-XX sẽ bổ sung cho F-35C Lightning II và máy bay không người lái UCLASS, có thể hoạt động trong môi trường chống tiếp cận. Các nhiệm vụ chính bao gồm tác chiến chiếm ưu thế trên không, tấn công mặt đất - mặt nước và hỗ trợ cự ly gần. Các nhiệm vụ khác có thể bao gồm tiếp nhiên liệu trên không, trinh sát, giám sát và thu thập mục tiêu và tác chiến điện tử. Nền tảng này có thể có người lái, không người lái và tùy chọn có người lái. F/A-XX đang được theo đuổi vì F/A-18 Super Hornets sẽ kết thúc 9000 giờ bay vào đầu thập niên 2030. Ngoài tùy chọn mua thêm F-35C, dự án F/A-XX đang tìm cách tạo ra một máy bay mới để thay thế khả năng và nhiệm vụ của Super Hornet. Tương tự như việc F-35C thay thế F/A-18C/D Hornet cũ và bổ sung cho Super Hornet, F/A-XX sẽ thay thế Super Hornet vào thập niên 2030 và bổ sung cho F-35C.

### Khả năng kết nối tối đa và cảm biến
Có rất ít thông tin về F/A-XX vì dự án vẫn còn đang trong giai đoạn phát triển sơ khai. Một loạt các công nghệ thế hệ tiếp theo có thể được khám phá bao gồm kết nối cảm biến tối đa và "da thông minh" được cấu hình bằng điện tử. Kết nối tối đa đề cập đến việc tăng cường năng lực chiến tranh lấy mạng làm trung tâm bằng các kết nối đến các hệ thống chiến đấu khác như vệ tinh trinh sát, thông tin, các máy bay hay tàu chiến khác và bất cứ thứ gì cung cấp thông tin chiến trường theo thời gian thực. Da thông minh sẽ có các cảm biến và thiết bị điện tử được tích hợp thẳng vào khung vỏ máy bay để tăng hiệu suất của cảm biến đồng thời giảm lực cản và khả năng cơ động.

### Kiến trúc mở
Thiết kế kiến trúc mở cho phép các cảm biến, mô-đun và vũ khí khác nhau có thể được cấu hình một cách linh động cho một nhiệm vụ cụ thể và có thể được di chuyển xung quanh cho nhiều nhiệm vụ khác nhau hoặc các phi vụ khác nhau.

### Các loại vũ khí mới
Chủ nhiệm tác chiến Hải quân Hoa Kỳ Jonathan Greenert suy đoán vào tháng 2 năm 2015 rằng F/A-XX sẽ không phụ thuộc vào tốc độ hoặc tàng hình nhiều như các máy bay tiêm kích thế hệ trước do khả năng phát hiện mối đe dọa tốt hơn và mang theo vũ khí đối không tiên tiến. F/A-XX sẽ mang theo một loạt vũ khí mới để chế áp lực lượng phòng không của đối phương. Một cách tiếp cận là tạo ra F/A-XX với chi phí tối thiểu nhưng sử dụng vũ khí hiệu suất cao, chi phí cao để đánh bại các mối đe dọa. Theo khái niệm chiến tranh lấy mạng làm trung tâm NIFC-CA của Hải quân, mỗi khí tài riêng lẻ sẽ không cần phải mang theo đầy đủ các cảm biến mà có thể dựa vào dữ liệu được cung cấp từ các nền tảng khác để cung cấp thông tin về mục tiêu và dẫn đường cho vũ khí được phóng từ chính nền tảng đó. Ngoài các loại vũ khí phổ biến như bom và tên lửa, F/A-XX còn trang bị hệ thống năng lượng và cơ chế làm mát phục vụ cho vũ khí năng lượng trực tiếp trong tương lai như laser electron tự do, kèm theo radar và cảm biến có thể khóa và tấn công mục tiêu tàng hình có diện tích phản xạ radar nhỏ. Tư duy chiến tranh mạng ở cấp độ chiến thuật cũng đang được nghiên cứu.

### Tăng tải trọng vũ khí
Tải trọng của F/A-XX nhiều khả năng sẽ bằng hoặc vượt trội so với Super Hornet.

### Không người lái
Vào tháng 5 năm 2015, Bộ trưởng Hải quân Ray Mabus tuyên bố rằng F/A-XX nên có khả năng hoạt động không cần phi công. Nỗ lực này có thể tạo ra một nhóm các nền tảng gần giống nhau để thay thế F/A-18E/F và EA-18G chứ không cần phải là một khung thân duy nhất. Và Hải quân hiện đang tiến hành phân tích các lựa chọn thay thế cho máy bay thế hệ tiếp theo bằng việc hợp tác với Không quân.

### Tương thích với tàu sân bay
Máy bay phải có khả năng hoạt động từ các tàu sân bay lớp Nimitz và Gerald R. Ford của Hải quân.

## Lịch sử
Vào tháng 7 năm 2009, Boeing đã tiết lộ một thiết kế sơ bộ máy bay tiêm kích thế hệ thứ sáu cho yêu cầu của F/A-XX. Đó là một thiết kế có hai động cơ, hai chỗ ngồi, và đặc biệt không có đuôi ngang hoặc đuôi đứng.Thiết kế không có đuôi này được suy đoán là làm giảm đáng kể khả năng phản xạ radar băng tần VHF, vốn phổ biến ở các radar cảnh báo sớm sóng dài.
Mặc dù có buồng lái 2 người, Boeing cho biết nó có thể có người lái hoặc không người lái tùy theo nhiệm vụ. Thiết kế này có trọng lượng trong khoảng 40,000 lb (18,144 kg). Northrop Grumman X-47B từ chương trình UCAS-D cũng đã được đề xuất như một ứng viên F/A-XX, nhưng sau đó đã bị loại.
Thiết kế của Boeing cũng có các cửa hút khí tương tự như F-35. Phiên bản có người lái có thể bị hạn chế tầm nhìn về phía sau nếu không có cảm biến hỗ trợ.

## Tiến độ
Kể từ năm 2011, Bộ Quốc phòng Hoa Kỳ đã lên kế hoạch thay thế các loại F/A-18C/D cũ hơn bằng 220 chiếc F-35C Lightning II. Trong tháng 3 cùng năm, một nghiên cứu của Hải quân cho rằng họ có thể xem xét mua thêm F-35C, hoặc phát triển nền tàng mới, hoặc là cả hai phương án trên. Trong một báo cáo ngày 31 tháng 5 năm 2011 trước Quốc hội, Bộ Quốc phòng tiết lộ rằng họ đang xem xét việc mua thêm F-35C để thay thế 556 chiếc Super Hornets.